# Королевский путь (Прага)

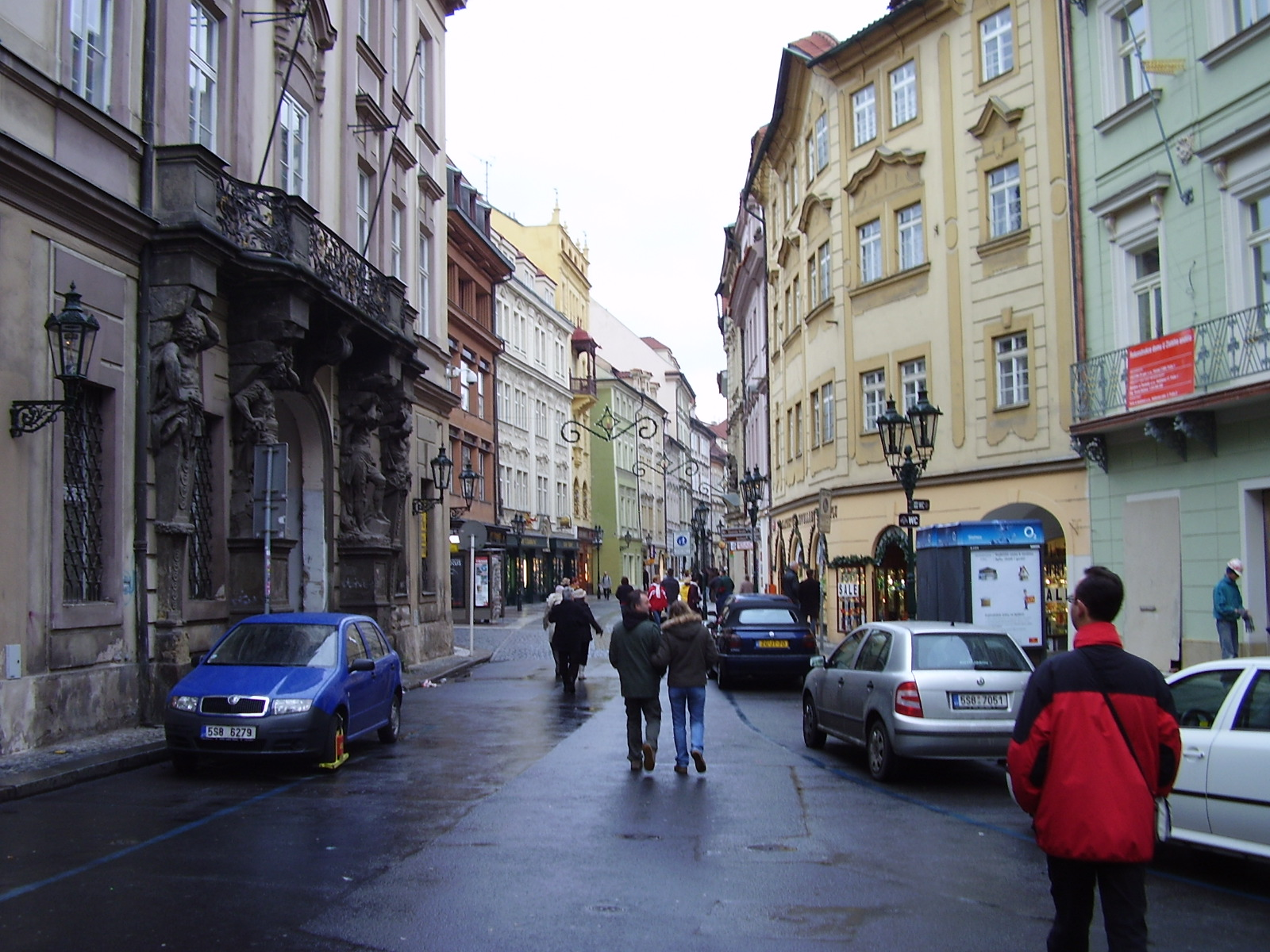
Целетна улица

Королевский путь (Královská cesta) — название маршрута, по которому проезжали чешские правители к коронации.
Начинался у Королевского двора в Старе-Месте (около Пороховой башни). Дальше путь шел по Целетной улице через Староместскую площадь мимо Староместской ратуши, через Малую площадь, по Карловой улице мимо Клементинума, через Площадь Крестоносцев на Карлов мост, по Мостецкой улице на Малостранскую площадь, по улицам Нерудова и Ке Граду, через Градчанскую площадь к Пражскому Граду к Собору Святого Вита.
В современной форме путь сформировался в XVII веке. До этого дорога вела через Увоз на Погоржелец, тогда современная улица Ке Граду еще не существовала.
Первым по Королевскому пути проехал Альбрехт II в 1438 году, последним Фердинанд I в 1836 году.